# Coura (Paredes de Coura)
Coura is een plaats (freguesia) in de Portugese gemeente Paredes de Coura en telt 420 inwoners (2001).

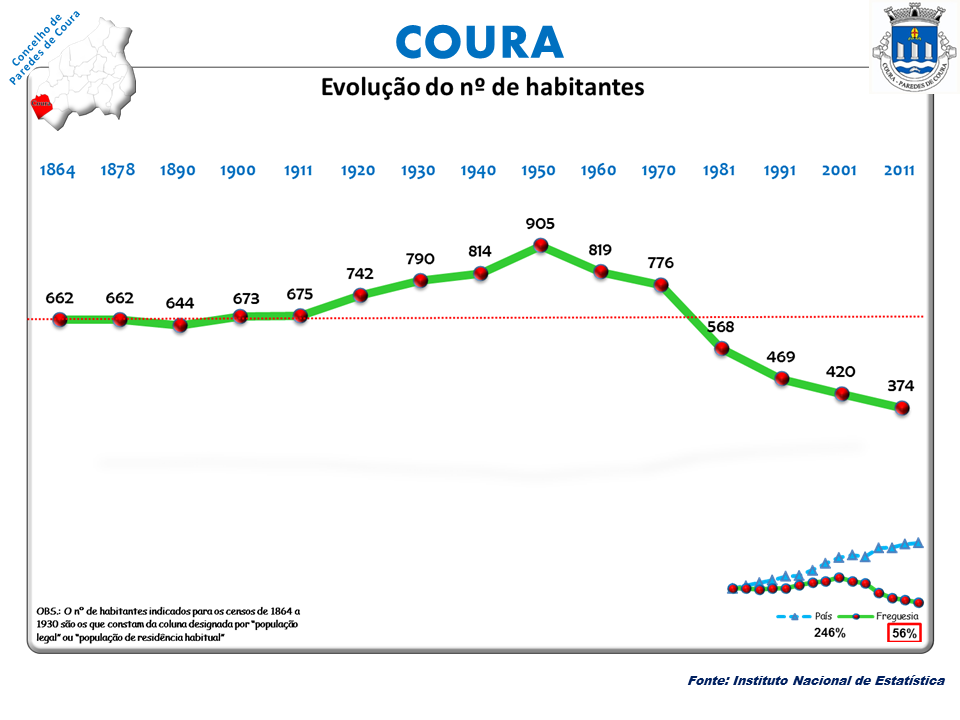
Bevolkingsontwikkeling tussen 1864 en 2011